# Lijst van Groningers (provincie)
Deze lijst van Groningers betreft bekende personen die in de Nederlandse provincie Groningen zijn geboren, hebben gewoond of nog wonen. Opgenomen worden alleen degenen waarover een artikel in Wikipedia staat. Uitgezonderd zijn diegenen die zijn geboren in de stad Groningen; zie daarvoor Lijst van Groningers (stad).

## Cultuur
- Bas Jan Ader - conceptueel kunstenaar
- Nelleke Allersma - kunstenares
- Jan Boer - dichter
- Jan Boer - schaker
- Klaas Bolt - organist, orgelkundige en componist
- Anton Brand - schrijver en ambtenaar
- Gerrit Brand - schrijver
- Wia Buze - zangeres
- Geesje Mesdag-van Calcar - schilderes
- Ate Doornbosch - volkskundige en televisiepresentator
- Cornelis Dopper - dirigent en componist
- Jarno Duursma - spreker, publicist
- Johan Fabricius - schrijver en illustrator
- Seth Gaaikema - Nederlandse cabaretier, musicalschrijver, vertaler
- Hermine de Graaf - schrijfster
- Lenie 't Hart - stichtster van de zeehondencrèche in Pieterburen
- David Hartsema - dichter, schrijver en kunstenaar
- Gerhard Nicolaas Heerkens - 18e-eeuws hekeldichter
- Marcel Hensema - acteur
- Henk Helmantel - kunstschilder
- Ellen Hidding - tv-presentatrice in Italië
- Daan Hoeksema - illustrator, striptekenaar en boekbandontwerper
- Florentijn Hofman - kunstenaar
- Auke Hulst - schrijver en muzikant
- C.O. Jellema - dichter en essayist
- Frederik Engel Jeltsema - beeldhouwer, medailleur en kunstschilder
- Freek de Jonge - cabaretier
- Harm de Jonge - schrijver
- Cor Kalfsbeek - architect
- Maria Kooistra - actrice
- Rutger Kopland - dichter
- Gerrit Krol - schrijver, dichter
- Jaap Krol - schrijver
- Kornelis ter Laan - lexicograaf
- Arjen Lubach - schrijver, cabaretier, televisiepresentator
- Jacob Wilhelm Lustig - organist Martinikerk
- Herman Makkink - beeldhouwer, graficus en tekenaar
- Imca Marina - zangeres
- Johan van der Meer - dirigent en pionier op het gebied van oorspronkelijke uitvoeringspraktijk
- Klaasje Meijer - zangeres, lid van K3
- Willem de Mérode - dichter
- Tony Neef - (musical)acteur, zanger, stemacteur en tekstdichter
- Jan Samuel Niehoff - schrijver, dichter, taalkundige, redacteur, radiomedewerker, schilder, tekenaar, illustrator, beeldhouwer en activist
- Karien Noordhoff - actrice
- Hermanus Numan - schilder
- Reinder van der Naalt - stemacteur, cabaretier
- Frits Peutz - architect
- Kim Pieters - actrice
- Jean Pierre Rawie - dichter
- Arjen Robben - voetballer
- Ro-d-Ys - pop band
- Jan Roos - straatzanger
- Peter Schaap - zanger
- Allard Schröder - schrijver
- Roel Schutrups - een van de grondleggers van het hardstyle-genre
- Koos Schuur - dichter, schrijver en vertaler
- Gert Sennema - beeldhouwer, tekstschrijver en musicus
- Wim Speelman - verzetsstrijder en mede-oprichter Trouw
- Gerhard Willem Spitzen - schrijver en dichter, schrijver Gronings volkslied
- Ede Staal - zanger
- Ymre Stiekema - model
- Kees Stip - puntdichter
- Marten Douwes Teenstra - schrijver en reiziger
- Geert Teis - dichter
- Nanne Tepper - schrijver
- Titia van der Tuuk - feministisch schrijfster
- Jo Vegter - architect
- Jacob ter Veldhuis - avant-popcomponist
- Eddy Veldkamp - countryzanger, songwriter en diskjockey
- Jaffe Vink - filosoof en publicist
- Bert Visscher - cabaretier
- Anke de Vries - kinderboekenschrijfster
- Salomon de Vries jr. - onderwijzer, journalist, schrijver en hoorspelregisseur
- Simon van Wattum - journalist en schrijver die zich sterk maakte voor het Gronings
- Hendrik Werkman - expressionistisch kunstenaar
- Jan Wiegers - expressionistisch schilder
- Piet Wiersma - organist
- Rob Wijnberg - columnist, journalist en publicist
- Henk Wijngaard - zanger
- Bob Wind - acteur
- Charles de Wolff - organist en dirigent
- Wim Zomer - acteur

## Geschiedenis
- Rudolf Agricola - een van de belangrijkste vroeg-humanistische geleerden
- Derk-Elsko Bruins - Oberscharführer in de Waffen-SS gedurende de Tweede Wereldoorlog
- Wiebbe Hayes - koloniale soldaat, nationale held
- Jarfke - vermeende profeet
- Okke Geerts Kluin - laatste terdoodveroordeelde
- Henric Piccardt - avonturier, diplomaat, syndicus (van 'Stad en Ommelanden') en borgheer
- Regnerus Praedinius - rector en onderwijzer
- Carl von Rabenhaupt - veldheer
- Izaäk Reijnders - generaal (opperbevelhebber van land- en zeemacht)
- Johan Willem Ripperda - eerste minister, Grande van Spanje
- Wigbolt Ripperda - soldaat
- Abel Tasman - ontdekkingsreiziger
- Hendrik Helder Pzn. - graanhandelaar en gemeenteraadslid van Groningen

## Industrie
- Elso Dusseljee - pionier en ondernemer
- Jan Melchior Meihuizen - industrieel en burgemeester
- Dirk Scheringa - zakenman, voormalig politicus en sportbestuurder. Hij was oprichter en bestuursvoorzitter van de DSB Bank en voorzitter van profvoetbalclub AZ.
- Willem Albert Scholten - industrieel
- Jan Evert Scholten - industrieel
- Willem Vroom - Vroom & Dreesmann
- Egbert Wagenborg - ondernemer, ontwerper en scheepsbouwer
- Aeilko Zijlker - ondernemer en grondlegger van de Koninklijke Nederlandse Petroleum Maatschappij (thans Royal Dutch Shell)

## Politiek
- Jan Simon van der Aa - jurist, hoogleraar en hoofdambtenaar bij het ministerie van Justitie
- Haijo Apotheker - politicus en bestuurder voor D66
- Max van den Berg - politicus (voormalig partijvoorzitter PvdA en -wethouder, lid Europees parlement, voormalig commissaris van de Koning in Groningen)
- Henk Bleker - politicus (staatssecretaris van economische zaken, landbouw en innovatie, interim partijvoorzitter CDA, oud-gedeputeerde van Groningen)
- Willem Boeles - jurist, advocaat, rechter en president van het gerechtshof van Leeuwarden
- Hendrik Goeman Borgesius - vooraanstaand liberaal politicus
- Jan Buiskool - burgemeester Vlagtwedde en Delfzijl en rijksinspecteur voor de werkverschaffing in de provincie Groningen
- Tjeerd van Dekken - politicus
- Ingrid van Engelshoven - politica
- Daan Everts - diplomaat
- Jan Haken - CPN-politicus
- Anja Hazekamp - politica namens de Partij voor de Dieren, lid van het Europees Parlement
- Klaas Knot - president van De Nederlandsche Bank
- Roelof Kruisinga - CHU- en CDA-politicus, staatssecretaris en minister
- Jan ter Laan - langdurig lid van de Tweede Kamer voor de SDAP
- Pé Langen - koffieshophouder en omstreden politicus uit Veendam
- Derk Roelof Mansholt - boer en politicus
- Sicco Mansholt - politicus (PvdA, nationaal en Europees)
- Wim Meijer - bestuurder, topfunctionaris en voormalig PvdA-politicus
- Fré Meis - politicus (CPN, nationaal en provinciaal) en actievoerder
- Anthony Modderman - politicus, minister van Justitie, ontwerper Wetboek van Strafrecht
- Sebastiaan Matheüs Sigismund Modderman - burgemeester en advocaat
- Hendrik Nienhuis - rechtsgeleerde, lid van de Dubbele Tweede Kamer, actief vrijmetselaar.
- Hans Oskamp - politicus en taalkundige
- Tom Pitstra - voormalig politicus (GroenLinks) en tafeltennisser
- Johan Remkes - politicus (voormalig minister van binnenlandse zaken en koninkrijksrelaties, vicepremier, tegenwoordig commissaris van de Koning in Noord-Holland)
- Elbert Roest - bestuurder en politicus
- Marcus Slingenberg - politicus en minister
- Dirk Stikker - politicus (eerste partijvoorzitter VVD, minister van buitenlandse zaken, ambassadeur in Londen, secretaris-generaal van de NAVO)
- Joan Leemhuis-Stout - politica en bestuurster
- Henk Vos - politicus
- Jacques Wallage - politicus (oud-burgemeester van Groningen)
- Rembertus Westerhoff - liberaal kamerlid (aanhanger Thorbecke), wetenschapper, huisarts te Warffum
- Hendrikus Octavius Wichers - liberaal minister en Tweede Kamerlid
- Martin Zijlstra - politicus

## Religie
- Jan ten Berge - missionaris, priester, jezuïet, verzetsstrijder, katholiek journalist en activist
- Hendrik de Cock - predikant
- Jochem Douma - theoloog
- Johannes Elias Feisser - predikant
- Marten Geertsema - predikant en verzetsstrijder
- Coen Graaff - predikant en pionier samenlevingsopbouw
- Petrus Hofstede de Groot - predikant en hoogleraar
- Sijbolt Noorda - theoloog en bestuurder
- Sergeant Wildeman - Hét gezicht en -al ruim 40 jaar- collectant van het Noordelijk Heilsleger

## Sport
- Lois Abbingh - handbalster
- Diana Bakker - tafeltennisster
- Wolter Blankert - roeier
- Claudia Bokel - Duits-Nederlands schermster
- Willemijn Bos - hockeyster
- Jan Boven - wielrenner
- Jan de Bruine - ruiter en militair
- Pim Cazemier - langebaanschaatser en wielrenner
- Laurens ten Dam - wielrenner
- Andrea Deelstra - atlete
- Mart Dijkstra - voetballer
- Jan Dommering - Europees- en wereldkampioen biljarten
- Martin Drent - voormalig voetballer
- Paul Drewes - roeier
- Jos Everts - triatleet
- Joop Gall - voormalig voetballer, tegenwoordig trainer
- Azing Griever - voormalig voetbaldoelman en voetbaltrainer
- Renate Groenewold - oud-schaatsster en oud-schaatscoach
- Henk Grol - judoka
- Piet Gunning - hockeyinternational
- Annemiek de Haan - roeister
- Arie Haan - oud-voetballer en voetbaltrainer
- Piet Hamberg - voormalig voetballer, tegenwoordig scout
- Hilbrand Hartlief - volleyballer
- Hans Hateboer - voetballer
- Tom Hiariej - voetballer
- Erik Hoeksema - schaker en voormalig dammer
- Sanne Hoekstra - handbalster
- Bé Holst - atleet
- Jan Huberts - eerste Nederlandse motorsport Grand Prix-winnaar
- Louwe Huizenga - ex-wereldrecordhouder hardlopen op de marathon
- Harris Huizingh - voetballer
- Martijn van der Laan - voetballer
- Henri Landheer - marathonloper
- Tonny van Leeuwen - keeper van GVAV
- Herman Legger - voetbalinternational
- Gert Ligterink - schaker
- Evert van Linge - voetbalinternational en architect
- Ome Loeks - houder van renpaarden
- Dick Lukkien - voormalig voetballer, tegenwoordig trainer
- Martijn Keizer - wielrenner
- Martin Koeman - voetballer
- Erwin Koeman - voormalig voetballer, tegenwoordig trainer
- Ronald Koeman - voormalig voetballer, tegenwoordig trainer
- Marnix Kolder - voetballer
- Jurrie Koolhof - voetballer
- Jan Korte - voetbaltrainer en voormalig voetballer
- Ranomi Kromowidjojo - zwemster
- David Kuiper - roeier
- Debby Mansveld - wielrenster
- Loes Markerink - wielrenster
- William Matthijssen - grasbaan-zijspancoureur
- Geert Meijer - voetbaltrainer en voormalig voetballer
- Henk Meijer - taekwondo-er
- Linda Moes - zwemster
- Bauke Mollema - wielrenner
- Jan Monster - voetballer
- Henk Jaap Moorlag - mountainbiker
- Egbert Mulder - voetbalscheidsrechter
- Jan Mulder - voormalig voetballer; later voetbalanalist, columnist en schrijver
- Youri Mulder - voormalig voetballer, tegenwoordig voetbalanalist
- Henk Nijdam - wielrenner
- Stefan Nijland - voetballer
- Klaas Nuninga - voetballer
- Jan Pesman - schaatser
- Jacqueline Poelman - atlete
- Sophie Polkamp - hockeyinternational
- Kim Polling - judoka
- Arjen Robben - voetballer
- Bert Romp - ruiter
- Remco van der Schaaf - voormalig voetballer
- Niels Scheuneman - wielrenner
- Marcel Seip - voetballer
- Rick Slor - voormalig voetballer
- Sylvia Smit - voetbalster
- Rutger Smith - kogelstoter en discuswerper
- Jos Stokkel - dammer
- Roelf-Jan Tiktak - voetballer
- Marianne Timmer - schaatsster
- Jan Uitham - schaatser
- Henriëtte Weersing - volleybalster (speelster Nederlands team)
- Sietze Veen - voormalig voetballer en voorzitter
- Stephan Veen - hockeyinternational
- Keziah Veendorp - voetballer
- Wietse Veenstra - voormalig voetbalinternational
- Matthijs Vellenga - roeier
- Anneke Venema - roeister
- Maaike Vos - shorttrackster
- Jur Vrieling - ruiter
- Renze de Vries - oud-voorzitter FC Groningen
- Foske Tamar van der Wal - schaatsster
- Bram Wassenaar - atleet
- Petra Westerhof - zitvolleybalster
- Gerard Wiekens - voormalig voetballer
- Peter Windt - hockeyinternational
- Laura de Witte - atlete
- Rynie Wolters - honkballer
- Jeroen Zoet - voetbaldoelman

## Wetenschap
- Theo van Baaren - hoogleraar, godsdiensthistoricus en dichter
- Anne Siberdinus de Blécourt - rechtsgeleerde
- Jan ten Brink - letterkundige, schrijver en hoogleraar
- Jan Brons - ondernemer en ingenieur
- Rudolph Pabus Cleveringa - hoogleraar in de rechtsgeleerdheid
- Cees Dekker - natuurkundige
- Gerhardus Diephuis - jurist, rechter en hoogleraar
- Ubbo Emmius - hoogleraar
- Albert van Giffen - hoogleraar en archeoloog
- Herman Christiaan van Hall - hoogleraar plantkunde en landhuishoudkunde
- Gerard Heymans - hoogleraar (grondlegger van de psychologie in Nederland)
- Sijmen Barend Hooghoudt - hydroloog (formule van Hooghoudt) en landbouwkundige
- Arjo Klamer - hoogleraar in de economie van de kunst en cultuur
- Else Kooi - scheikundige
- Jan Kremer - arts, die bekend werd door zijn pionierende onderzoek naar vruchtbaarheid
- Herman Johannes Lam - botanicus
- Jan Mekel - hoogleraar en verzetsstrijder
- Laurens Molenkamp - natuurkundige
- Wubbo Ockels - natuurkundige, ruimtevaarder, piloot
- Lou Ottens - ingenieur en uitvinder
- Jacob Perizonius - hoogleraar in geschiedenis en klassieke letteren
- Siemon Reker - hoogleraar Groninger taal en cultuur
- Bernard Röling - hoogleraar en polemoloog
- Sibrandus Stratingh - hoogleraar scheikunde en uitvinder
- Bernard Tellegen - elektrotechnisch ingenieur en uitvinder van de pentode
- Johan van Veen - waterstaatkundig ingenieur
- Rembertus Westerhoff - Nederlands politicus, Thorbeckiaans Tweede Kamerlid en huisarts. Bekend vanwege zijn landschapsonderzoek, landbouw, archeologie en waterstaatkunde.
- Frits Zernike - hoogleraar en natuurkundige

## Diversen
- Albertus van Gruisen - orgelbouwer
- Albertus Antoni Hinsz - orgelbouwer
- Jan Houtman - verzetsstrijder
- William Huizinga - meteoroloog
- Aletta Jacobs - eerste vrouw toegelaten tot een universiteit, huisarts
- Charlotte Jacobs - feministe en de eerste vrouwelijke apotheker in Nederland en Nederlands-Indië
- Henk Kok – sportverslaggever op radio en televisie
- G.W.S. Lingbeek - arts, pionier van de padvinderij
- Theda Mansholt - pedagoge, grondlegster van het Nederlandse landbouwhuishoudonderwijs
- Eisso Metelerkamp - advocaat, rechtsgeleerde en vooraanstaand patriot
- Alexander Numan - hoogleraar, arts, schrijver en grondlegger van de Nederlandse diergeneeskunde
- Allard Oosterhuis - verzetsstrijder
- Michiel Pesman - ingenieur en tuin- en landschapsarchitect
- Jan Peutz - internist
- Wim Pijbes - kunsthistoricus
- Annette Versluys-Poelman - feministe
- Pim Sierks - piloot
- Ben Tiggelaar - managementgoeroe
- Bert Veltkamp - marineofficier
- Pouwel Vos - politie-inspecteur
- Loek Vredevoogd - onderwijsbestuurder
- Nathalie de Vries - architect en urbanist
- Dirk Wouda - ingenieur en architect